# Demônio de Laplace
O Demônio de Laplace é um experimento mental concebido pelo físico Pierre Simon Laplace: de posse de todas as variáveis que determinam o estado do universo em um instante {\displaystyle t}, ele pode prever o seu estado no instante {\displaystyle t'>t} .
| “ | Podemos considerar o presente estado do universo como resultado de seu passado e a causa do seu futuro. Se um intelecto em certo momento tiver conhecimento de todas as forças que colocam a natureza em movimento, e a posição de todos os itens dos quais a natureza é composta, e se esse intelecto for grandioso o bastante para submeter tais dados à análise, ele incluiria numa única fórmula os movimentos dos maiores corpos do universo e também os dos átomos mais diminutos; para tal intelecto nada seria incerto e o futuro, assim como o passado, estaria ao alcance de seus olhos. | ” |
|   | — Pierre-Simon Laplace. |   |

Tal conceito é sustentado, conforme aponta o filósofo Jean-François Lyotard em seu clássico "A Condição pós-moderna", "pelo princípio de que os sistemas físicos, inclusive o sistema dos sistemas que é o universo, obedece a regularidades, que por conseguinte sua evolução delineia uma trajetória previsível e dá lugar a funções contínuas 'normais' (e à futurologia…)". Porém o demônio de Laplace não seria possível em nosso universo considerando que para armazenar toda a informação necessária para sua existência, esse intelecto deveria ser maior que o universo inteiro, pois o tal deveria possuir conhecimento de todas as partículas presentes em todo o universo. Se fosse possível criarmos essa máquina, ela não só conseguiria descrever o futuro mas também o passado.
Quando Laplace expôs sua ideia, não foi aceito por muitos físicos da época, pois esse experimento acabava com a ideia do livre-arbítrio, onde as pessoas poderiam escolher qual caminho seguir, diferente da ideia do "Demônio de Laplace" onde esse intelecto ditaria com exatidão o futuro.